# Vauxhall Astra
La Vauxhall Astra è un'autovettura di fascia media prodotta in più serie a partire dal 1979 dalla Casa automobilistica inglese Vauxhall.

## Prima e seconda serie
Introdotta per sostituire la Vauxhall Viva, la prima Astra non era altro che la Opel Kadett D rimarchiata con il logo Vauxhall e con la guida a destra. Identiche erano la scocca, le sospensioni, la trasmissione ed i motori.
La prima Vauxhall Astra fu tolta di produzione nel 1984, per lasciare il posto alla seconda serie, che a sua volta era identica alla Kadett E che, anche in questo caso condivideva meccanica e lamierati con la "sorella inglese".

## Serie successive
Nel 1992 fu lanciata la terza serie dell'Astra, ma stavolta vi fu una variazione, nel senso che anche il corrispondente modello Opel venne battezzato Astra: ciò in seguito ad un programma di unificazione dei nomi dei modelli Opel e Vauxhall. Dalla terza serie in poi, quindi, anche i nomi sono identici: la terza serie della Vauxhall Astra coincide quindi con la prima serie dell'Opel Astra e così via di serie in serie.

## Attività sportiva
Basandosi sulla seconda generazione dell'Astra GTE, nel 1987 ne venne prodotta la versione Xtrac per partecipare al Campionato Europeo Rallycross. Sviluppata da John Welch, era dotata di trazione integrale abbinata a tre differenziali e di un propulsore 2.1 dalla potenza di 650 cv derivato da una Opel Manta 400. Sia il sistema di iniezione del carburante che i pistoni Mahle derivno da un motore di F1 ed era fornita di un turbocompressore Garrett AiResearch TO4S. Il telaio era del tipo spaceframe ed era avvolto da una carrozzeria in Kevlar e fibra di carbonio.